# Zhongguo bingshu jicheng
Zhongguo bingshu jicheng (chinesisch 中國兵書集成 / 中国兵书集成, Pinyin Zhōngguó bīngshū jíchéng, W.-G. Chung-kuo ping-shu chi-ch'eng; etwa: „Sammlung von Werken zur chinesischen Kriegskunst“) ist eine chinesische Buchreihe (congshu) mit Werken zur Kriegsführung.

## Kurzeinführung
Die zwischen 1987 und 1998 (?) in einer gemeinsamen Publikation des Verlages der Volksbefreiungsarmee 解放軍出版社 in Peking und der Liao-Shen Press 遼沈書社 in Shenyang 瀋陽, Liaoning, veröffentlichte Reihe ist eine Auswahl von 123 bzw. 200 veröffentlichten oder fotografisch reproduzierten Büchern in chronologischer Reihenfolge, in 50 Büchern bzw. Bänden (ce). Der 51. Band enthält ein Nachwort (houji) und einen Index (mulu). 
Herausgegeben wurde die Reihe von Liu Lumin 刘鲁民 u. a. Die Sammlung enthält wertvolle Schriften über das Soldatentum von der Zhou- und Qin-Dynastie bis zum Ende der Qing-Dynastie und hinein in die Zeit der Republik sowie Kapitel über das Soldatentum aus verschiedenen kanonischen Texten. Sie hat einen gewissen Referenz- und Forschungswert.

## Bände
Die folgende Übersicht liefert Angaben zu: Band / Titel / (Zeit) / Verfasser u. a.:
Band 1
- Sunzi (Sunzi bingfa) 孫子 (孫子兵法), 3 j. (Zhou) 孫武 Sun Wu
- Wuzi 吳子 2 j. (Zhou) 吳起 Wu Qi
- Simafa 司馬法 3 j. (Zhou) 司馬穰苴 Sima Rangju
- Sun Bin bingfa 孫臏兵法 (Zhou) 孫臏 Sun Bin
- Weiliaozi 尉繚子, 5 j. (Zhou) 尉繚 Wei Liao
- Liutao 六韜, 6 j. (Zhou) 呂望 Lü Wang
- Feng Hou Wojijing (Wojijing) 風后握奇經 (握奇經), 1 j. (Han) 公孫弘 Gongsun Hong (Komm.)
- Guanzi 管子, j. 1-3, 6, 10, 15 (Zhou) 管仲 Guan Zhong; (Tang) 房玄齡 Fang Xuanling (Komm.)
- Laozi daojing (Daodejing) 老子道經 (道德經), 1 j. (Zhou) 李耳 Li Er
- Laozi dejing 老子德經, 1 j. (Zhou) 李耳 Li Er
- Mozi 墨子, j. 1, 14-15 (Zhou) 墨翟 Mo Di
- Shangjunshu 商君書, j. 1, 3, 5 (Zhou) 商鞅 Shang Yang
- Mengzi 孟子, j. 4 (Han) 趙岐 Zhao Qi (Komm.)
- Xunzi 荀子, j. 10 (Zhou) 荀況 Xun Kuang; (Tang) 楊倞 Yang Jing (Komm.)
- Hanfeizi 韓非子, j. 1, 5 (Zhou) 韓非 Han Fei
- Jingfa jiexuan (Huangdi sijing) 經法節選 (黃帝四經)
- Shidajing jiexuan (Huangdi sijing) 十大經節選 (黃帝四經)
- Cheng (Huangdi sijing) 稱 (黃帝四經)
- Heguanzi (Ausschnitt) 鶡冠子, 卷下 (Song) 陸佃 Lu Dian (Komm.)
- Lüshi chunqiu jishi 呂氏春秋集釋, j. 7-8 許維遹 Xu Weiyu

Band 2
- Huangshi Gong sanlüe 黃石公三略, 3 j. (Han) 黃石公 Huangshi Gong
- Yan bingshi shu 言兵事書, 1 j. (Han) 晁錯 Chao Cuo
- Huainan honglie jie (Huainanzi) 淮南鴻烈解 (淮南子), j. 15 (Han) 劉安 Liu An; 許慎 Xu Shen (Komm.)
- Qianfulun 潛夫論, j. 5 (Han) 王符 Wang Fu
- Wei Wudi ji 魏武帝集, j. 2-3 (Han; Wei) 曹操 Cao Cao
- Zhuge Zhongwuhou wenji 諸葛忠武侯文集, j. 2-4 (Shu) 諸葛亮 Zhuge Liang
- Wuhou bazhen bingfa jilüe 武侯八陳兵法輯略, 1 j. (Qing) 汪宗沂 Wang Zongyi (Studie)
- Wangshi xinshu 王氏新書, 1 j. (Wei) 王基 Wang Ji
- Sima Biao Zhanlüe 司馬彪戰略, 1 j. (Jin) 司馬彪 Sima Biao; (Qing) 黃奭 Huang Shi (Überl.)
- Tang Taizong Li Weigong wendui 唐太宗李衛公問對, 3 j. (Tang) 李靖 Li Jing
- Weigong bingfa jiben 衛公兵法輯本, 3 j. (Tang) 李靖 Li Jing; (Qing) 汪宗沂 Wang Zongyi (Komp.)
- Taibaiyin jing 太白陰經, 10 j. (Tang) 李筌 Li Quan
- Kunwai chunqiu 閫外春秋, j. 4-5 (Tang) 李筌 Li Quan
- Daodejing lunbing yaoyi shu 道德經論兵要義述, 4 j. (Tang) 王真 Wang Zhen
- Changduanjing (Bingquan)長短經 (兵權), j. 9 (Tang) 趙蕤 Zhao Rui
- Shejing 射經, 1 j. (Song) 王琚 Wang Ju

Band 3–5
- Wujing zongyao Qianji 武經總要 前集, 22 j. (Song) 曾公亮 Zeng Gongliang, 丁度 Ding Du et al.
  - Houji 後集, 21 j. (Song) 曾公亮 Zeng Gongliang, 丁度 Ding Du et al.

Band 5
- Wujing zongyao Xingjun xuzhi武經總要 行軍須知, 2 j. (Song) N.N.
- Wujing zongyao Baizhan qifa 武經總要 百戰奇法, 2 j. (Song) N.N.

Band 6
- Huqianjing 虎鈐經, 20 j. (Song) 許洞 Xu Dong
- He boshi beilun 何博士備論, 2 j. (Song) 何去非 He Qufei
- Cuiwei xiansheng Beizhenglu 翠微先生北征錄, 12 j. (Song) 華岳 Hua Yue
- Bingchou leiyao 兵籌類要, 10 j. (Song) 綦崇禮 Qi Congli

Band 7
- Sushu (Huangshi Gong Sushu) 素書, 1 j. (Han) 黃石公 Huangshi Gong; 張子房 Zhang Zifang; (Song) 張商英 Zhang Shangying (rec.)
- Jiayouji (Quanshu) 嘉祐集 (權書), j. 2-3 (Song) 蘇洵 Su Xun
- Meiqin shilun美芹十論, 1 j.
  - Fulu 附錄, 1 j. (Song) 辛棄疾 Xin Qiji
- Shouchenglu 守城錄, 4 j. (Song) 陳規 Chen Gui, 湯璹 Tang Shou
- Lidai bingzhi 歷代兵制, 8 j. (Song) 陳傅良 Chen Fuliang
- Shiyijia zhu Sunzi (Songben Shiyijia zhu Sunzi) 十一家注孫子 (宋本十一家注孫子), 3 j. (Wei) 曹操 Cao Cao et al. (Komm.)

Band 8
- Shishi qishu jiangyi 施氏七書講義, 42 j. (Song) 施子美 Shi Zimei (Komm.)

Band 9
- Shiqishi baijiang zhuan (Baijiangzhuan) 十七史百將傳 (百將傳), 10 j. (Song) 張預 Zhang Yu
- Baijiangzhuan xubian 百將傳續編, 4 j. (Ming) 何喬新 He Qiaoxin

Band 10
- Wujing qishu zhijie (Yingyin Mingben Wujing qishu zhijie) 武經七書直解 (景印明本武經七書直解), 25 j. (zs. mit Band 11)
- Sunwuzi zhijie 孫武子直解, 3 j.
- Wuzi zhijie 吳子直解, 2 j.
- Simafa zhijie 司馬法直解, 3 j.

Band 11
- Tang Zaizong Li Weigong wendui zhijie 唐太宗李衛公問對直解, 3 j.
- Weiliaozi zhijie 尉繚子直解, 5 j.
- Sanlüe zhijie 三略直解, 3 j.
- Liutao zhijie 六韜直解, 6 j.

Band 12
- Chongkan Sunzi shu jiao jie yin lei (Sunzi shu) 重刊孫子書校解引類 (孫子書), 3 j. (Ming) 趙本學 Zhao Benxue (Komp.)
- Sunzi cantong 孫子參同, 5 j. (Ming) 李贄 Li Zhi

Band 13–14
- Tang Jingchuan xiansheng zuanji wubian Qianji 唐荊川先生纂輯武編 前集, 6 j. (Ming) 唐順之 Tang Shunzhi; 焦竑 Jiao Hong (Komm.)
  - Houji 後集, 6 j. (Ming) 唐順之 Tang Shunzhi; 焦竑 Jiao Hong (Komm.)

Band 15–16
- Chouhai tubian 籌海圖編, 13 j. (Ming) 鄭若曾 Zheng Ruoceng (oder 胡宗憲 Hu Zongxian)

Band 16
- Haifang tulun 海防圖論, 1 j. (Ming) 胡宗憲 Hu Zongxian
- Liaodong junxiang lun 遼東軍餉論, 1 j. (Ming) 萬世德 Wan Shide
- Riben kaolüe 日本考略, 1 j. (Ming) 殷都 Yin Du

Band 17
- Huolong shenqi zhenfa 火龍神器陣法, ohne juan-Einteilung (Ming) N.N.
- Chongke Xu wujing zongyao 重刊續武經總要, 8 j. (Ming) 趙本學 Zhao Benxue (Komp.); 俞大猷 Yu Dayou (Komm.)

Band 18
- Jixiao xinshu 紀效新書, 18 j.
- Shou 首, 1 j. (Ming) 戚繼光 Qi Jiguang
- Jixiao xinshu 紀效新書, 14 j. (Ming) 戚繼光 Qi Jiguang

Band 19
- Liangbing shiji 練兵實紀, 9 j. (Ming) 戚繼光 Qi Jiguang
  - Zaji 雜集, 6 j. (Ming) 戚繼光 Qi Jiguang

Band 20–24
- Dengtan bijiu 登壇必究, 40 j. (Ming) 王鳴鶴 Wang Minghe (Komp.); 袁世忠 Yuan Shizhong (Komm.)

Band 25
- Yunchou gangmu 運籌綱目, 10 j. (Ming) 葉夢熊 Ye Mengxiong
- Juesheng gangmu 決勝綱目, 10 j.
- Zhenji 陣紀, 4 j. (Ming) 何良臣 He Liangchen; 徐元 Xu Yuan (Komm.)

Band 26
- Caolu jinglüe 草廬經略, 12 j. (Ming) N.N.
- Toubi futan 投筆膚談, 2 j. (Ming) 何守法 He Shoufa; 何守禮 He Shouli (Komm.)
- Jiumingshu 救命書, ohne juan-Einteilung (Ming) 呂坤 Lü Kun; 喬允 Qiao Xun (rev.); (Qing) 張鵬翂 Zheng Pengfen (Komm.)

Band 27–36
- Wubeizhi 武備志, 240 j. (Ming) 茅元儀 Mao Yuanyi

Band 37
- Cheying kouda hebian (Cheying baiba kou dashuo hebian) 車營扣答合編 (車營百八扣答說合編), 4 j. (Ming) 孫承宗 Sun Chengzong et al.
- Chengshou choulüe 城守籌略, 5 j. (Ming) 錢栴 Qian Zhan (Komp.)
- Binglei (Baihaozi binglei) 兵壘 (白毫子兵壘), 7 j. (Ming) 尹賓商 Yin Binshang; (Qing) 黃安 Huang An (Komm.)

Band 38–39
- Bingjing 兵鏡, 20 j. (Ming) 吳惟順 Wu Weishun, 吳鳴球 Wu Mingqiu (Komp.)
  - Gangmu 綱目, 1 j. (Ming) 吳惟順 Wu Weishun, 吳鳴球 Wu Mingqiu (Komp.)

Band 40
- Bazhen hebian tushuo 八陣合變圖說, 1 j. (Ming) 龍正 Long Zheng
- Xiangyue 鄉約, 1 j.;
- Saiyu 塞語, 1 j.(Ming) 尹畊 Yin Geng
- Binglüedui 兵略對
- Datong zhen bing che zao fa 大同鎮兵車操法
- Guangxi xuan duo bing zao fa (Zhengqitang ji) 廣西選鋒兵操法 (正氣堂集) (Ming) 俞大猷 Yu Dayou
- Bingji yaojue 兵機要訣 ohne juan-Einteilung (Ming) 徐光啟 Xu Guangqi; 單侃 Shan Kan (Komm.)
- Xuanlian tiaoge 選練條格 ohne juan-Einteilung (Ming) 徐光啟 Xu Guangqi; 韓霖 Han Lin (Komp.)
- Huogong qieyao 火功挈要, 3 j. (Qing) 焦勖 Jiao Xun
  - Zhuqitu (Zekelu) 諸器圖 (則克錄), 1 j. (Qing) 焦勖 Jiao Xun
- Sanshiliu ji 三十六計 ohne juan-Einteilung N.N.

Band 41
- Jie Zixuan xiansheng bingfa baiyan 揭子宣先生兵法百言, 3 j. (Qing) 揭暄 Jie Xuan; 侯榮 Hou Rong (Komm.)
- Qiankun dalüe 乾坤大略, 10 j.
- Buyi 補遺, 1 j. (Qing) 王余佑 Wang Yuyou
- Bingji 兵跡, 12 j. (Qing) 魏禧 Wei Xi (Komp.); (Rep.) 劉家立 Liu Jiawei
- Bingji jiaokanji 兵跡校勘記, 1 j. (Rep.) 劉家立 Liu Jiawei
- Bingmou 兵謀, 1 j. (Qing) 魏禧 Wei Xi

Band 42–43
- Chongkan Wujing qishu huijie 重刊武經七書匯解, 7 j. (Qing) 朱墉 Zhu Yong (Komp.)
  - Shou 首, 1 j. (Qing) 朱墉 Zhu Yong (Komp.)
  - Mo 末, 1 j. (Qing) 朱墉 Zhu Yong (Komp.)

Band 44–45
- Wuji tanbing (Ausschnitt) 戊笈談兵, 10 j. (原缺卷六上、卷十) (Qing) 汪紱 Wang Fu

Band 45
- Xuji tanbing bujiao lu 戊笈談兵補校錄 (Qing) 戴彭 Dai Peng (kop.)
- 四翼附編, 4 j. (Qing) 戴彭 Dai Pengshu (Komp.)
- Qimen dunjia qiwu 奇門遁甲啟悟, 1 j. (Qing) 朱榮懆 Zhu Rongzao (Komp.)
- Fangshou jicheng 防守集成, 16 j. (Qing) 朱璐 Zhu Lu (Komp.)

Band 47
- Haiguo tuzhi 海國圖志, j. 1-2, 80, 84-93 (Qing) 魏源 Wei Yuan
- Taiping tiaogui 太平條規, 1 j.
- Taiping junmu 太平軍目, 1 j.
- Xingjun zongyao 行軍總要, 1 j.
- Bingyao si ze 兵要四則, 1 j.
- Lianyong chuyan 練勇芻言, 5 j. (Qing) 王鑫 Wang Zhen
- Zeng Wenzhenggong shui-lu xingjun lianbing zhi 曾文正公水陸行軍練兵志, 4 j. (Qing) 王定安 Wang Ding'an (Komp.)
- Changjiang shuishi quan'an 長江水師全案, j. 1-2 (Qing) 曾國藩 Zeng Guofan et al.

Band 48
- Huoqi lüeshuo 火器略說 (Qing) 黃達權 Huang Daquan (Übers.); 王韜 Wang Tao
- Zhili lianjun ma-bu ying zhi zhangcheng 直隸練軍馬步營制章程
- Haifang yaolüe 海防要覽, 2 j. (Qing) 李鴻章 Li Hongzhang, 丁日昌 Ding Richang
- Chouyang chuyi籌洋芻議, 1 j. (Qing) 薛福成 Xue Fucheng
- Beiyang haijun zhancheng 北洋海軍章程 (Qing) 海軍衙門主持制訂 Haijun yaman zhuchi zhiding
- Yangfang shuolüe (Ausschnitt) 洋防說略, 卷下 (Qing) 徐稚蓀 Xun Zhisun
- Huaijun wuyi gejun kecheng 淮軍武毅各軍課程, j. 1, 3-7

Band 49
- Xinjian lujun binglüe lucun 新建陸軍兵略錄存, j. 1, 8 (Rep.) 袁世凱 Yuan Shikai (Komp.)
- Ziqiang jun chuangzhi gongyan 自強軍創制公言, 2 j. (Qing) 沈敦和 Shen Dunhe (Komp.); 洪恩波 Hong Enbo (rev.)
- Ziqiang jun xifa leibian 自強軍西法類編, j. 1, 7 (Qing) 沈敦和 Shen Dunhe (Komp.); 洪恩波 Hong Enbo (rev.)
- Bingxue xinshu 兵學新書, j. 1-5, 8-9 (Qing) 徐建寅 Xu Jianyin (Komp.)
- Bingfa shilüe xue 兵法史略學, j. 1 (Rep.) 陳慶年 Chen Qingnian (Komp.)

Band 50
- Xunlian caofa xiangxi tushuo 訓練操法詳晰圖說, 22 ce (Rep.) 袁世凱 Yuan Shikai (Komp.)
- Zeng Hu zhibing yulu 曾胡治兵語錄 (Rep.) 蔡鍔 Cai E (Komp.)

Band 51
- Zhongguo bingshu jicheng bian houji 中國兵書集成編後記
- Zhongguo bingshu jicheng zong mulu 中國兵書集成總目錄